# Кассия трубчатая
Кассия трубчатая (лат. Cassia fistula) — растение семейства Бобовые, вид рода Кассия, произрастающее в Южном Пакистане, Индии, Мьянме, на Шри-Ланке и в других странах Южной и Юго-Восточной Азии. Культивируется в пределах ареала, а также в Африке, Южной Америке и на Антильских островах. Цветок дерева является национальным символом Таиланда.

## Биологическое описание
|      |
| Плод |

Листопадное быстрорастущее дерево высотой 10-20 м. Листья очередные парноперистосложные длиной 15-60 см, с 3-8 парами листочков. Каждый листочек 7-21 см длиной и 4-9 см шириной. Цветки собраны в кистевидные соцветия 20-40 см длиной. Каждый цветок 4-7 см диаметром, с пятью одинаковыми жёлтыми лепестками.
Плод — буро-чёрный, цилиндрический, нераскрываюшийся боб с хрупкой деревянистой оболочкой, 50-70 см длиной и 2,5-3 см диаметром. Внутри боб разделён многочисленными поперечными перегородками на камеры. В каждой камере содержится одно горизонтально расположенное блестящее твёрдое семя, окружённое тёмной кисловато-сладкой мякотью.

### Химический состав
Мякоть содержит 50-60 % сахаров, слизь и около 1 % антрагликозидов.

## Использование
Отвар бобов используется, как мягкое слабительное средство, особенно для детей.
|                         |  |
| Цветки кассии трубчатой |  |